# Ferdynand I Gonzaga
Ferdynand I Gonzaga (ur. 26 kwietnia 1587 w Mantui, zm. 29 października 1626 tamże) – książę Mantui i Montferratu w latach 1612–1626, kardynał w latach 1607–1615.

## Życiorys
Urodził się w Mantui jako syn Wincentego I Gonzagi i Eleonory Medycejskiej.
10 grudnia 1607 papież Paweł V wyniósł go do godności kardynalskiej, nadając mu stopień kardynała diakona. 9 lipca 1610 otrzymał kościół tytularny Santa Maria in Domnica, a 19 listopada 1612 kościół Santa Maria in Portico Octaviae. Gdy jego starszy brat, książę Franciszek IV, zmarł bezpotomnie w roku 1612 odziedziczył po nim księstwo Mantui i Montferratu. W roku 1615 zrezygnował z godności kardynalskiej.
W 1616 roku poślubił potajemnie Camillę Faà di Bruno, z którą rozwiódł się jednak jeszcze w tym samym roku. Małżeństwo miało jedno dziecko - Giacinto Teodoro Giovanni. Nie został on jednak dziedzicem ojca, pomimo uznania przez sąd ojcostwa Ferdynanda I. Syn zmarł w wyniku zarazy lub został zamordowany podczas oblężenia Mantui w 1630 roku. 16 lutego 1617 Ferdynand ożenił się z Katarzyną Medycejską (1593–1629), córką Ferdynanda I Medyceusza, wielkiego księcia Toskanii.
Ferdynand Gonzaga zmarł w roku 1626, a jego młodszy brat Wincenty odziedziczył po nim oba księstwa.